# Soncino
Soncino – miejscowość i gmina we Włoszech, w regionie Lombardia, w prowincji Cremona.
Według danych na rok 2004 gminę zamieszkiwały 7303 osoby, 162,3 os./km².